# Lactobacillus acidophilus
Lactobacillus acidophilus (früher Bacillus acidophilus) ist eine stäbchenförmige Bakterienart, die zur Herstellung von verschiedenen Sauermilchprodukten verwendet wird.

## Merkmale
Lactobacillus acidophilus ist ein fakultativ anaerobes, Gram-positives Stäbchen, welches homofermentativ Glucose zu Milchsäure vergärt und dabei keine Gase bildet. Es wächst bis 45 °C (manche Stämme bis 48 °C), wobei es vielfältige Nährstoffanforderungen an das Kulturmedium stellt.
Das Genom von L. acidophilus ist vollständig sequenziert. Die Fähigkeit Bacteriocin zu produzieren und eine hohe Säuretoleranz erklären die Überlebensfähigkeit in der Magen-Darm-Passage.

## Vorkommen
Lactobacillus acidophilus kommt in der Vaginalflora gesunder Frauen vor. Zudem kommt es natürlicherweise im Intestinaltrakt des Menschen vor, wo es Gallensäuren abbaut.

## Verwendung
Lactobacillus acidophilus wird zusammen mit Lactococcus lactis zur Produktion von mildem Joghurt („Bioghurt“) verwendet. Der „Biogarde-Joghurt“ enthält neben L. acidophilus zusätzlich S. salivarius und Bifidobakterien. In der Schweiz wird „Aco-Joghurt“ mit L. acidophilus hergestellt. In Dänemark wird für „Produkt A-38“ normaler Joghurt mit einem Zehntel L. acidophilus Sauermilch gemischt. In Tschechien werden für Acidophilus-Sauermilch neun Teile Dickmilch mit einem Teil Acidophilus-Milch gemischt. In den USA wird gesüßte Acidophilus-Milch mit Vitamin A und Vitamin D Supplement unter dem Namen „Di-gest“ als gekühltes Frischeprodukt mit hoher Lebendkeimzahl vertrieben.
In der Tierhaltung findet es als Probiotikum Anwendung bei Legehennen und im Heimtierfutter für Hunde und Katzen.
Präparate für die menschliche Ernährung existieren ebenfalls, dürfen jedoch nicht in Europa mit sogenannten Health Claims beworben werden, da diese nach wissenschaftlicher Prüfung durch die EFSA abgelehnt wurden.